# Peppa Pig
Peppa Pig is een Britse animatieserie geregisseerd en geproduceerd door Astley Baker Davies. In Nederland zijn er zes seizoenen en twee speciale afleveringen nagesynchroniseerd, uitgezonden in het ochtendblok van Nickelodeon. De serie is tevens uitgezonden op Netflix en NPO Zappelin.

## Familiemusical
Naast de serie was Peppa Pig vanaf eind 2016 ook in de Nederlandse en Belgische theaters te zien met een familiemusical genaamd Peppa Pig - De grote plons.